# Myrmecophilinae
Myrmecophilinae is een onderfamilie van rechtvleugelige insecten die behoort tot de familie Myrmecophilidae. De verschillende soorten worden wel mierenkrekels genoemd en ook de wetenschappelijke naam verwijst naar de relatie met mieren. De bekendste soort is de mierenkrekel (Myrmecophilus acervorum).

## Geslachten
- Eremogryllodes
- Myrmecophilus